# Amphenol ConneXus
Amphenol ConneXus OÜ — компания электротехнической промышленности Эстонии. Основана в 2000 году с центром в Таллине.

## История
Общество с ограниченной ответственностью Amphenol ConneXus было основано в Эстонии в 2000 году, когда американская корпорация Amphenol International Ltd купила эстонское предприятие Microlink Elektroonika, входившее в концерн MicroLink.
На момент приобретения завода на нём работало более 300 человек, что составляло треть от общего числа работников концерна. На конец 1999/2000 финансового года оборот предприятия составил почти 18 миллионов эстонских крон и оно заработало 600 тысяч крон прибыли.
В 2002 году было открыто новое производственное здание в таллинском районе Ласнамяэ, в 2004 году — цеха в зданиях бывшей Кренгольмской мануфактуры в Нарве.
В 2012 году в таллинском подразделении предприятия работало 200 человек, на нарвском заводе — 415 человек, где треть из работающих на сборке кабельной продукции — бывшие текстильщики. Нарвский завод Amphenol в том же году являлся самым крупным в Нарве предприятием по числу занятых на производстве. Зарплата на предприятии была немногим больше минимальной по стране.
Деятельность Amphenol ConneXus OÜ тесно связана со шведским предприятием Amphenol Connexus AB, где находится большая часть руководителей производственных и инженерных программ, в задачу которых входит общение как с поставщиками, так и с клиентами. Amphenol ConneXus OÜ оказывает шведскому предприятию услугу субподряда. 
Amphenol ConneXus обслуживает клиентов на следующих рынках:
- беспроводная инфраструктура;
- Интернет, передача данных;
- автомобильная промышленность;
- медицинская промышленность;
- военные и аэрокосмические отрасли.

В 2010-х годах начался перевод основного производства из Таллина в Индию и Северную Македонию. Это повлекло за собой постепенное сокращение численности работников в Эстонии.
30 июня 2023 года нарвское подразделение завода было закрыто.
Amphenol ConneXus OÜ входит в Ассоциацию электронной промышленности Эстонии.

## Основные показатели предприятия
Торговый оборот в 2002—2009 годах*:
| Год       | 2001   | 2002     | 2003     | 2004     | 2005     | 2006     | 2007     | 2008     | 2009     |
| --------- | ------ | -------- | -------- | -------- | -------- | -------- | -------- | -------- | -------- |
| Тыс. крон | 26 509 | ↗ 32 391 | ↗ 41 799 | ↗ 62 583 | ↗ 69 551 | ↘ 59 225 | ↗ 67 781 | ↗ 92 930 | ↘ 68 878 |

* 2001 и 2002 экономические годы — с июня по май, 2003–2009 годы —  с января по декабрь
Торговый оборот в 2010—2024 годах:
| Год       | 2010 | 2011   | 2012   | 2013   | 2024   | 2015   | 2016   | 2017   | 2018   | 2019   | 2020   | 2021   | 2022   | 2023   | 2024   |
| --------- | ---- | ------ | ------ | ------ | ------ | ------ | ------ | ------ | ------ | ------ | ------ | ------ | ------ | ------ | ------ |
| Тыс. евро | 4272 | ↗ 4342 | ↘ 2758 | ↗ 4081 | ↗ 7375 | ↘ 6852 | ↗ 7748 | ↗ 9154 | ↘ 9052 | ↘ 8591 | ↘ 8431 | ↘ 7900 | ↘ 7171 | ↘ 4069 | ↘ 2858 |

Чистая прибыль, тыс. евро:
| Год  | 2010 | 2011 | 2012  | 2013  | 2014  | 2015  | 2016  | 2017  | 2018  | 2019  | 2020  | 2021  | 2022  | 2023   | 2024  |
| ---- | ---- | ---- | ----- | ----- | ----- | ----- | ----- | ----- | ----- | ----- | ----- | ----- | ----- | ------ | ----- |
| Евро | 189  | ↘ 42 | ↗ 113 | ↗ 218 | ↗ 236 | ↘ 233 | ↗ 293 | ↗ 577 | ↘ 411 | ↘ 406 | ↘ 399 | ↘ 375 | ↘ 341 | ↘ –397 | ↗ 202 |

Среднегодовая численность работников в пересчёте на полную занятость:
| Год  | 2010 | 2011  | 2012  | 2013  | 2014  | 2015  | 2016  | 2017  | 2018  | 2019  | 2020  | 2021  | 2022  | 2023  | 2024 |
| ---- | ---- | ----- | ----- | ----- | ----- | ----- | ----- | ----- | ----- | ----- | ----- | ----- | ----- | ----- | ---- |
| Чел. | 407  | ↘ 404 | ↗ 470 | ↗ 670 | ↘ 662 | ↘ 509 | ↗ 580 | ↗ 642 | ↘ 577 | ↘ 487 | ↘ 419 | ↘ 355 | ↘ 314 | ↘ 173 | ↘ 95 |

Численность работников в первом квартале года:
| Год  | 2016 | 2017  | 2018  | 2019  | 2020  | 2021  | 2022  | 2023  | 2024 | 2025 |
| ---- | ---- | ----- | ----- | ----- | ----- | ----- | ----- | ----- | ---- | ---- |
| Чел. | 580  | ↗ 650 | ↘ 544 | ↘ 527 | ↘ 350 | ↗ 379 | ↘ 343 | ↘ 265 | ↘ 94 | ↗ 95 |

Средняя брутто-зарплата работника завода в первом квартале 2025 года составила 1845 евро при средней брутто-зарплате в Таллине в тот же период в 2384 евро и в Эстонии  в целом — 2011 евро.
Средняя брутто-зарплата работника в месяц, первый квартал года:
| Год  | 2015 | 2016  | 2017  | 2018  | 2019  | 2020  | 2021  | 2022   | 2023   | 2024   | 2025   |
| ---- | ---- | ----- | ----- | ----- | ----- | ----- | ----- | ------ | ------ | ------ | ------ |
| Евро | 608  | ↗ 715 | ↗ 780 | ↗ 840 | → 840 | ↗ 975 | → 975 | ↗ 1040 | ↗ 1170 | ↗ 1845 | → 1845 |

Amphenol ConneXus OÜ выплачивает заработную плату одному члену правления (директору завода). В 2023 году оплата труда члена правления составила 96 790 евро (в среднем 8066 евро в месяц), в 2024 году  — 83 315 евро (6943 евро в месяц) (для сравнения: с 1 апреля 2024 года зарплата мэра Таллина и председателя горсобрания составляла 9098 евро в месяц).
Средняя брутто-зарплата члена правления (директора) завода в месяц:
| Год  | 2010 | 2011   | 2012   | 2013   | 2014   | 2015   | 2016   | 2017   | 2018   | 2019   | 2020   | 2021   | 2022   | 2023   | 2024   |
| ---- | ---- | ------ | ------ | ------ | ------ | ------ | ------ | ------ | ------ | ------ | ------ | ------ | ------ | ------ | ------ |
| Евро | 4480 | ↗ 5481 | ↘ 5127 | ↗ 5280 | ↗ 5577 | ↗ 6000 | ↗ 6007 | ↗ 6922 | ↘ 5433 | ↗ 6252 | ↘ 5722 | ↗ 6032 | ↗ 7822 | ↗ 8066 | ↘ 6943 |